# Changhen ge
Changhen ge è un film del 2005 diretto da Stanley Kwan.